# Oligoclada haywardi
Oligoclada haywardi är en trollsländeart som beskrevs av Fraser 1947. Oligoclada haywardi ingår i släktet Oligoclada och familjen segeltrollsländor. Inga underarter finns listade i Catalogue of Life.